# Xã Brown, Quận Champaign, Illinois
Xã Brown (tiếng Anh: Brown Township) là một xã thuộc quận Champaign, tiểu bang Illinois, Hoa Kỳ. Năm 2010, dân số của xã này là 1.995 người.